# Günther Thomann
Günther Thomann (* 22. August 1938 in Dresden; † 6. April 2003 in Nürnberg) war ein deutscher Bibliothekar und Lokalhistoriker.

## Leben und Wirken
Nach der Reifeprüfung 1958 in Kempten studierte Günther Thomann an den Universitäten Tübingen und Würzburg Evangelische und Katholische Theologie, Germanistik und Volkskunde. 1965 schloss er sein Studium mit dem Staatsexamen für den höheren Schuldienst in den Fächern Katholische Theologie und Germanistik ab. Seine Promotion bei Josef Dünninger an der Universität Würzburg erfolgte 1971. Als Bibliotheksreferendar an der Universitätsbibliothek Würzburg trat er 1968 in die Ausbildung für den höheren Bibliotheksdienst ein und legte die Fachprüfung hierfür 1970 an der Bayerischen Bibliotheksschule ab. Von 1970 bis 1973 arbeitete er als wissenschaftlicher Bibliothekar an der Staatsbibliothek Bamberg und von 1973 bis 1974 an der Universitätsbibliothek Augsburg. Im Jahre 1974 wechselte er an die Stadtbibliothek Nürnberg, deren stellvertretender Direktor er 1993 wurde. An dieser bereits 1370 entstandenen Bibliothek war er vor allem im Bereich der Orts- und Landeskunde tätig und betreute die Sammlung von Handschriften und historischen Drucken. Neben ihrer Erschließung organisierte er mehrere Ausstellungen der Stadtbibliothek Nürnberg und war seit 1983 Herausgeber und Bearbeiter der „Nürnberg-Bibliographie“.

## Schriften
- Die Armen Seelen im Volksglauben und Volksbrauch des altbayerischen und oberpfälzischen Raumes. In: Verhandlungen des Historischen Vereins für Oberpfalz und Regensburg, Bd. 110 (1970), S. 115–179 u. Bd. 111 (1971), S. 95–167 (Dissertation Universität Würzburg).
- (Bearb., mit Julia Güttes): Nürnberg-Bibliographie. Stadtbibliothek Nürnberg 1983–1992.
- (Bearb.): Nürnberger Bibeln aus reichsstädtischer Zeit (= Ausstellungskatalog der Stadtbibliothek Nürnberg, Bd. 95). Nürnberg 1984.
- Die Sammlungen der Stadtbibliothek Nürnberg und ihre Stellung innerhalb des kommunalen Nürnberger Bibliothekssystems. In: Bibliotheksforum Bayern, Bd. 12 (1984), S. 112–122.
- Johann Heinrich Schulze (1687–1744) und die Anfänge der Medizinhistorik in Altdorf und Halle. In: Mitteilungen / Altnürnberger Landschaft e.V., Bd. 34 (1985), S. 87–95.
- (Bearb.): Hexenwahn – Hexenverfolgung.  Zeugnisse aus der Stadtbibliothek und dem Stadtarchiv Nürnberg (= Ausstellungskatalog der Stadtbibliothek Nürnberg, Bd. 98). Nürnberg 1987.
- (Bearb.): Martin Luther und die Reformation in Nürnberg. Ausstellung der Stadtbibliothek vom 15. Mai bis 31. August 1996 (= Ausstellungskatalog der Stadtbibliothek Nürnberg, Bd. 100). Nürnberg 1996.
- Die Stadtbibliothek Nürnberg. In: Bernd Hagenau (Hrsg.): Regionalbibliotheken in Deutschland (= Zeitschrift für Bibliothekswesen und Bibliographie, Sonderhefte, Bd. 78). Klostermann, Frankfurt/M. 2000, S. 410–417, ISBN 3-465-03085-0.